# Danske grevskaber og baronier
Som følge af indførelsen af enevælde i Danmark i 1660 blev det muligt at opnå adelsstand ved at samle nok jord (eller evt. rede penge, reserveret til køb af jord (se "Forlods") til oprettelsen af et majorat (alt efter godsbesiddelsen et baroni (mindst 1000 tdr. hartkorn) eller et grevskab (mindst 2500 tdr. hartkorn)). Dette benyttede især pengestærke indvandrere sig af, da de på den måde kunne opnå den anerkendelse, deres fødsel ikke kunne. Nogle af disse "nye" adelige var dog født adelige i deres hjemlande som fx familierne Schack, Reventlow og Moltke. Et majorat var udeleligt og blev juridisk set anset for at være et arvelen. Med Grundloven af 1849 ophævedes privilegierne forbundet med besiddelse af et majorat, men selve majoraterne levede videre indtil 1919; greve- og barontitlerne endnu længere.
I perioden fra 1672 til 1843 blev der oprettet 27 grevskaber og 30 baronier. I 1919 var der henholdsvis 21 og 14 tilbage. I Norge har der kun fandtes et baroni og to grevskaber.

## Komplet liste over danskegrevskaberogbaronier

### Grevskaber
1. Grevskabet Antvorskov
2. Grevskabet Brahesminde
3. Grevskabet Bregentved
4. Grevskabet Christiansholm
5. Grevskabet Christiansborg / Grevskabet Christianssæde
6. Det grevelige Dannemandske Forlods
7. Grevskabet Friderichsholm
8. Grevskabet Frijsenborg
9. Grevskabet Glücksbierg
10. Grevskabet Griffenfeld
11. Grevskabet Gyldensteen
12. Grevskabet Hardenberg Reventlow
13. Grevskabet Holsteinborg
14. Grevskabet Jarlsberg (i Norge)
15. Grevskabet Knuthenborg
16. Grevskabet Langeland
17. Grevskabet Laurvigen (i Norge)
18. Grevskabet Ledreborg
19. Grevskabet Lerchenborg
20. Grevskabet Lindenborg
21. Grevskabet Løvenholm (første)
22. Grevskabet Løvenholm (andet)
23. Grevskabet Løvenholm (tredje)
24. Grevskabet Muckadell
25. Det grevelige Rantzauske Forlods
26. Grevskabet Reventlow
27. Grevskabet Roepstorff
28. Grevskabet Samsøe
29. Grevskabet Schackenborg
30. Grevskabet Scheel
31. Det grevelige Scheel-Plessenske Forlods
32. Grevskabet Sølvisborg
33. Grevskabet Vallø
34. Grevskabet Wedellsborg

### Baronier
1. Baroniet Adelersborg (første)
2. Baroniet Adelersborg (andet)
3. Baroniet Brahetrolleborg (første)
4. Baroniet Brahetrolleborg (andet)
5. Baroniet Christiansdal
6. Baroniet Conradsborg
7. Baroniet Einsiedelsborg
8. Baroniet Frijsenvold
9. Baroniet Fuirendal
10. Baroniet Gaunø
11. Baroniet Guldborgland
12. Det friherrelige Heintzeske Forlods
13. Baroniet Holberg
14. Baroniet Holckenhavn
15. Baroniet Holstenshuus
16. Baroniet Høegholm
17. Baroniet Juellinge (første)
18. Baroniet Juellinge (andet)
19. Baroniet Kjørup
20. Baroniet Lehn
21. Baroniet Lindenborg (første)
22. Baroniet Lindenborg (andet)
23. Baroniet Løvenborg (første)
24. Baroniet Løvenborg (andet)
25. Baroniet Marselisborg (første)
26. Baroniet Marselisborg (andet)
27. Baroniet Marselisborg (tredje)
28. Baroniet Rosendal (i Norge) (første)
29. Baroniet Rosendal (i Norge) (andet)
30. Baroniet Rosenlund
31. Baroniet Rysensteen
32. Baroniet Scheelenborg
33. Det friherrelige Selbyske Forlods
34. Baroniet Stampenborg
35. Baroniet Sønderkarle
36. Baroniet Willestrup (Baroniet Willestrups Fideikommis)
37. Baroniet Wintersborg
38. Baroniet Wilhelmsborg
39. Baroniet Zeuthen